# Teluk Limau (Jebus)
Teluk Limau is een bestuurslaag in het regentschap Bangka Barat van de provincie Bangka-Belitung, Indonesië. Teluk Limau telt 3385 inwoners (volkstelling 2010).